# Термінал ЗНГ у Фріпорті
Термінал ЗНГ у Фріпорті – інфраструктурний об’єкт у Техасі, котре забезпечує експорт зріджених вуглеводневих газів (ЗВГ).
Одним з наслідків «сланцевої революції» у США було стрімке зростання виробництва ЗВГ, що дозволяло не лише покривати внутрішні потреби у них, але й постачати у все більших обсягах на експорт. Як наслідок, в 2016 році компанія Phillips 66 ввела в дію термінал по відвантаженню зрідженого нафтового газу у Фріпорті (Freeport LPG), розташований на правому березі річки Олд-Бразом незадовго до її впадіння у Мексиканську затоку. Довжина підхідного каналу цього терміналу від глибоководної ділянки затоки становить лише 3 милі, що на порядок менше, аніж для аналогічних об’єктів на Х’юстонському судноплавному каналі (50 миль). З урахуванням надзвичайної завантаженості х’юстонської траси, це суттєво полегшує доступ суднам.
Ширина підхідного каналу становить 122 метра при глибині 13,7 метра. Термінал має два причали з глибинами біля них 12,8 метра, обладнані завантажувальними пристроями пропускною здатністю по 25 тисяч барелів на годину.
Термінал здатен працювати із пропаном, бутаном та газовим бензином. Зберігання ЗВГ на терміналі облаштоване за допомогою одного резервуару для повністю охолодженого пропану об’ємом 550 тисяч барелів та трьох резервуарів для фракції С5+ ємністю 125 тисяч барелів.
Поставки ЗВГ на термінал відбуваються з установки фракціонування у Свіні (чотири десятки кілометрів на півднічний захід), а також із нафтопереробного заводу Свіні. Останній продукує велику кількість пропану, для доведення якого до експортних кондицій спорудили деетанайзер потужністю 100 тисяч барелів на добу. Також термінал сполучений із підземним сховищем ЗВГ у Клеменсі (посередині між Свіні та Фріпортом) і через трубопровідну систему має доступ до найбільшого в світі ЗВГ-хабу Монт-Белв’ю (на схід від Х’юстона).
Пропускна здатності терміналу на момент введення в експлуатацію становила 150 тисяч барелів на добу, а невдовзі була збільшена до 200 тисяч барелів.